# دونكان مكدونالد
دونكان مكدونالد هو سياسي كندي، ولد في 15 مايو 1839، وتوفي في 1903. حزبياً، نشط في الحزب الليبرالي الكندي. وقد انتخب عضو مجلس العموم الكندي.